# Lars Hess Bing
Lars Hess Bing (døbt 10. september 1761, død 22. april 1819) var en norsk sorenskriver og topograf, farfar til Nicolai Christian og Kristian Magdalon Bing. 
Bing kom 1776 i tjeneste hos sorenskriver T.A. Rosted på Inderøen og blev her i 13 år – til sidst som fuldmægtig, tog 1790 juridisk eksamen i modersmålet og fik strax efter beskikkelse som prokurator ved over- og underretterne. Han opholdt sig i de nærmest følgende år i København for at sollicitere og benyttede da tiden til at udarbejde sin beskrivelse over Norge med dets gamle bilande i leksikalsk form, der udkom 1796.
1795 var han bleven birkedommer og skriver samt forligelseskommissær på Læsø, hvorfra han 1806 forflyttedes som sorenskriver til Østre Raabygdelaget, 1810 til Ryfylke, 1813 til Søndhordland, hvor han døde. Sine topografiske arbejder vedblev han på Læsø og i Raabygdelaget og har leveret beskrivelser over begge. Hans Norges Beskrivelse havde betydning for sin tid, uagtet den i kritisk henseende er svag og mangelfuld.